# قو هوا
قو هوا هو لاعب سنوكر صيني، ولد في 30 يوليو 1971.